# SWEEPS-11
SWEEPS-11은 궁수자리에 있는 항성 SWEEPS J175902.67−291153.5을 도는 외계 행성으로, 지구에서 약 27,710 광년 떨어져 있다. 이 행성은 2006년 SWEEPS 프로그램을 통해 발견되었으며 관측 기술로는 통과법이 사용되었다.
질량은 목성의 약 9.7배이며, 반지름은 목성의 약 1.13배이다. 이 행성은 뜨거운 목성에 속하면서도 질량이 크기 때문에 슈퍼목성의 반열에 들어간다. 어머니 항성에서 가깝기 때문에 유효온도는 매우 높고, 공전속도는 매우 빠르다. 이 행성과 항성 사이 거리는 페가수스자리 51과 페가수스자리 51 b 사이 거리의 1.75배 정도로, 한 바퀴 별을 도는 데 대략 1.8일 (약 43시간)정도이다.

## 같이 보기
- SWEEPS-04
- SWEEPS-10